# Czyżówka (województwo warmińsko-mazurskie)
Czyżówka (niem. Schießgarten) – osada leśna w Polsce położona w województwie warmińsko-mazurskim, w powiecie ostródzkim, w gminie Ostróda.
W latach 1975–1998 miejscowość administracyjnie należała do województwa olsztyńskiego.